# 穆斯塔法·本·哈利姆
穆斯塔法·本·哈利姆（阿拉伯语：‎，1921年1月29日—2021年12月7日），利比亚政治、商业人物。
1953年至1960年间曾经在利比亚政府担任过多个要职，1954年4月12日至1957年5月25日出任利比亚总理。

## 外部連結
- Forum for Democratic Libya